# Pila
Pila (starovisokonjem. fīla: turpija) je rezni alat za ručno ili strojno rezanje drva, plastike, kovinâ i slično odvajanjem čestica (piljenje). Pila je također stroj koji služi za istu namjenu. Osnovni je dio pile niz trokutastih, srpastih ili sličnih zuba smještenih po obodu lista, to jest ravne ili kružne ploče, vrpce, valjka, lanca. Pomicanjem lista, zubi reznim oštricama zadiru u materijal (obradak), odvajaju čestice (piljevinu) i izbacuju ih na površinu, produbljujući tako rez (propiljak) do željene dubine, ili do konačnoga razdvajanja obradka. Kako se list pile ne bi zbog trenja o bočne stijenke propiljka pregrijao ili zaglavio, vrhovi su zuba nekih pila razmetnuti (razvraćeni), ili su na vrhu prošireni (stlačeni), tako da je rez uvijek širi od debljine lista. Zubi su, kao i list, najčešće čelični, a njihova je oštrica katkada i od posebno tvrde kovine ili drugog materijala, ili se obrađuje toplinski. Prema načinu gibanja alata, piljenje se dijeli na pravocrtno i kružno piljenje. Sam alat se razlikuje po obliku, te imamo kružne, tračne i lisne pile.

## Povijest
Ručna obrada odvajanjem čestica (ako se izuzme klesanje kamena ili kostiju kamenom) počinje otkrićem metala, kada se pojavljuju prve metalne pile i to od bronce i željeza. Vjeruje se da je piljenje staro oko 500 000 godina i da su pile čovjekov najstariji izum, odmah uz otkriće koplja i vrha strijele. Čovjek je morao prilagoditi ono što je imao "pri ruci". Tako su ljudi s otočja u Tihom oceanu koristili zube morskog psa, a Aboridžini su koristili kljun ribe pilana. Najprije se koriste ručne pile od metala s neproširenim vrhovima zubaca. Da se takva pila ne bi uklještila (još nije bio razvijen postupak razvraćivanja), piljeni bi se komadi užetom natezali svaki na svoju stranu.
Egipatske metalne pile bile su podijeljene u dva tipa: za piljenje drva i za piljenje kamena. Jedan od velikih koraka pri unapređenju pile bio je razvoj upotrebe željeza i čelika, negdje između 9. i 5. stoljeća pr. Kr. U željezno se doba prvi puta počinju premetati (razvraćati) zubi pile, kako bi se rez dobio pri gibanju pile samo u jednom smjeru, i to povlačenjem, pa su zubi bili poravnati prema drški.
U početku piljenje je bilo ručno, ali sa sigurnošću se može reći da su prve mehaničke pilane postojala u 19. stoljeću, koje su bile pokretane mehaničkom snagom vodenog toka preko vodeničkog kola i sustava prijenosa gibanja. U Hrvatskoj, na području Hrvatskog primorja i Gorskog kotara, prva pilana potočara je podignuta 1428. kraj Crikvenice, druga 1651. u Čabru, a treća 1685. U Lokvama.
Pronalazak parnog stroja (James Watt, 1778.) uvjetovao je i razvoj pilana na parni pogon. Prva parna pilana podignuta je 1803. u Engleskoj (Portsmouth). Prve parne pilane u Hrvatskoj su se pojavile polovinom 19. stoljeća. Na području Hrvatskog Primorja i Gorskog kotara podignute su parne pilane: prva 1849. u Prezidu, druga 1850. u Crnom Lugu, a treća 1860. u Ravnoj Gori. Sličan razvojni put mogao bi se napraviti za svaku strojnu obradu materijala odvajanjem čestica. 

## Piljenje
Piljenje je postupak obrade odvajanjem čestice koji se upotrebljava kod odsijecanja ili dijeljenja materijala. Prema načinu gibanja alata, piljenje se dijeli na pravocrtno i kružno piljenje. Sam alat se razlikuje po obliku, te imamo kružne, tračne i lisne pile.

### Pravocrtno piljenje
Pravocrtno piljenje je postupak koji koristi lisne ili tračne pile kao alat. Glavno gibanje je pravocrtno i izvodi ga alat. Posmak može raditi alat ili obradak i uvijek je okomit na glavno gibanje. Lisne pile služe za ručno i strojno piljenje. Razlika je u obično dvostranom ozubljenju ručnih i jednostranom ozubljenju strojnih listova pile. Najjednostavnije su ručne pile kod kojih se list pile upinje u okvir, te se vijkom zateže (okvirna pila). Ubodne pile služe za ručnu obradu piljenja materijala. One spadaju u grupu ručnih alata s električnim pogonom.

#### Ručna pila
Ručna pila ima list pričvršćen na rukohvat ili upet u okvir, a pili se povlačenjem pile u jednom, pa u drugom smjeru.

#### Strojna pila
Strojna pila ima rezni dio pogonjen motorom, najčešće električnim, rjeđe benzinskim. Može biti stolna, s postoljem koje olakšava pomicanje i vođenje (posmak) piljenoga obratka, ili ručna, izmjerama i masom prilagođena držanju u ruci. Pili se po pravcu ili krivulji traženoga oblika, a list pile se vrti (rotira), giba se stalnom brzinom u jednom smjeru, ili se giba naizmjenično u jednom pa u drugom smjeru. Zbog raznolike namjene, razvijen je niz različitih strojnih pila.

#### Lisne pile
Strojne lisne pile služe za odrezivanje velikih obradaka. Obradak se učvrsti u stegi i pila se pusti u rad (glavno gibanje). Sama težina okvira lisne pile (ili s dodanim utegom) ostvaruje posmično gibanje. Oblik zubaca ovisi o vrsti materijala koji se pili, ali uvijek mora zadovoljiti kao i drugi rezni alati: čistoću reza, trajnost oštrice i sposobnost rezanja. Kutovi zubaca pile: prednji kut zubaca γ se kreće od 0º do 5º, a stražnji α od 30º do 40º.
Što je manja duljina piljenja ili promjer odabranog predmeta, to i zubi pile moraju biti manji. S njime i razmak između zubi mora biti manji. On se odabire s obzirom na količinu strugotine koja se mora smjestiti u međuprostor zubi i odvesti iz zasjeka (direktno ovisi o duljini piljenja). Što je duljina piljenja veća, veći moraju biti i razmaci među zubima. Vrijedi i obrnuto tj. za male duljine piljenja možemo koristiti male zube i mali razmak među njima. Zupci svih pila su izvinuti (razvraćeni) prema van, odnosno izvan ravnine lista pile, tako da je širina piljenog dijela (propiljka) uvijek veća nego debljina lista pile. To koristimo da se spriječi trenje između lista pile i materijala koji pilimo, te moguće zaribavanje i oštećivanje alata obratka ili alatnog stroja. Razlikujemo više načina izvinuća (razvraćenja) zubaca: lijevo - desno, lijevo - desno – ravno, 3 lijevo - 1 ravno – 3 desno i valovito.

#### Vrpčaste ili tračne pile
Vrpčasta pila (takozvana tračna pila) ima vrlo uzak i tanak list spojenih krajeva, koji tvori beskonačnu vrpcu prebačenu i zategnutu preko pogonskoga kotača koji ju pogoni i nateznoga kotača koji ju napinje. Ta se pila izvodi isključivo kao stolna, služi za drvo, plastiku i metal (kovinu), a rez može biti slobodna oblika. Za izrezivanje slobodnih oblika namijenjene su i stolna lučna pila, koja ima ravan, vrpčast list s krajevima upetima u luku koji se giba gore-dolje, te strojna ručna ubodna pila s jednostrano upetim listom slična gibanja. Ravne listove ima i pila jarmača za raspiljivanje trupaca.
Tračne pile služe isključivo za strojno piljenje. Izrađuju se u obliku čeličnih traka. Debljina traka je od 0,60 do 2 mm. Širina je od 6 do 40 mm. Alat (traka) se kod vodoravna pila postavlja koso prema smjeru brzine rezanja. Tako se postiže jednolično rezanje svakog zuba pile.

### Kružne pile
Kružna pila, cirkularna pila ili cirkular ima list oblikovan kao kružnu ploču s obodno smještenim zubima. Zubi se gibaju kružno (rotacijski), a rez je pravocrtan. Može biti ručna ili stolna različitih konstrukcija, namijenjena za rezanje drva, plastike, kovine, kamena. Kružne pile mogu biti radijalne (cirkulari) ili aksijalne (krunske). Kod radijalnih kružnih pila, alat za piljenje metalnih predmeta ne koriste se izvinuća (razvraćenja) zubaca, nego se ploča stanjuje prema sredini. Česta izvedba kružnih pila je s umetnutim zubima od kvalitetnijeg čelika ili tvrdih metala, što se najčešće koristi kod skupih listova pile velikih promjera.

#### Krunske pile
Krunsku pilu također odlikuje vrtnja ili rotacijsko gibanje. Njezin je list savijen tako da tvori valjak s nazubljenim rubom, pa nalikuje kruni. Valjak rotira oko svoje osi, čime se dobiva kružan rez promjera valjka, pa se pila ponajprije koristi za provrtanje rupa.

#### Pila lančanica
Pila lančanica (takozvana motorna pila) ručna je strojna pila kojoj kao rezni alat služi lanac s nizom zglobno povezanih zuba, a koji je ovijen oko vodilice, rjeđe oko luka (lučna lančanica). Sastoji se od pogonskog i radnoga stroja, koje veže spojka. Po vrsti pogona razlikuju se motorna lančanica (benzinski motor), elektrolančanica (elektromotor) i lančanica na pogon stlačenim (komprimiranim) zrakom. Prve dvije upotrebljavaju se u iskorištavanju šumâ, a treća pri podvodnim radovima. Lančanice s benzinskim motorom sve više zamjenjuju strojevi za rušenje stabala i izradu sortimenata.

## Parametri piljenja
Materijal za izradu pila za strojni rad na metalu je najčešće visokolegirani brzorezni čelik. Kod manjih zahtjeva (pilane), materijal može biti i slabije legirani brzorezni čelik, dok se za ručnu obradu upotrebljavaju i ugljični čelici.
Brzine rezanja ovise o materijalu koji se pili i načinu na koji se pili. Nalaze se u tablicama ili karakteristikama proizvođača. Kreću se od nekoliko m/min do nekoliko tisuća m/min.
Sile rezanja koje se pojavljuju na zubima možemo smatrati istima koje se pojavljuju na zubima glodala. Tako je i proračun za zupce pile isti kao i za zupce glodala.

## Vanjske poveznice
|  | Zajednički poslužitelj ima još gradiva o temi Pila |